# Thelypteris barvae
Thelypteris barvae är en kärrbräkenväxtart som beskrevs av Alan Reid Smith. Thelypteris barvae ingår i släktet Thelypteris och familjen Thelypteridaceae. Inga underarter finns listade.